# Urusei yatsura - Stay with You
Urusei yatsura - Stay with You (うる星やつら STAY WITH YOU?) è un videogioco pubblicato dalla Hudson Soft per PC Engine il 29 giugno 1990 esclusivamente in Giappone. Il videogioco è una visual novel ispirata al manga ed anime Lamù.